# Artoklasia

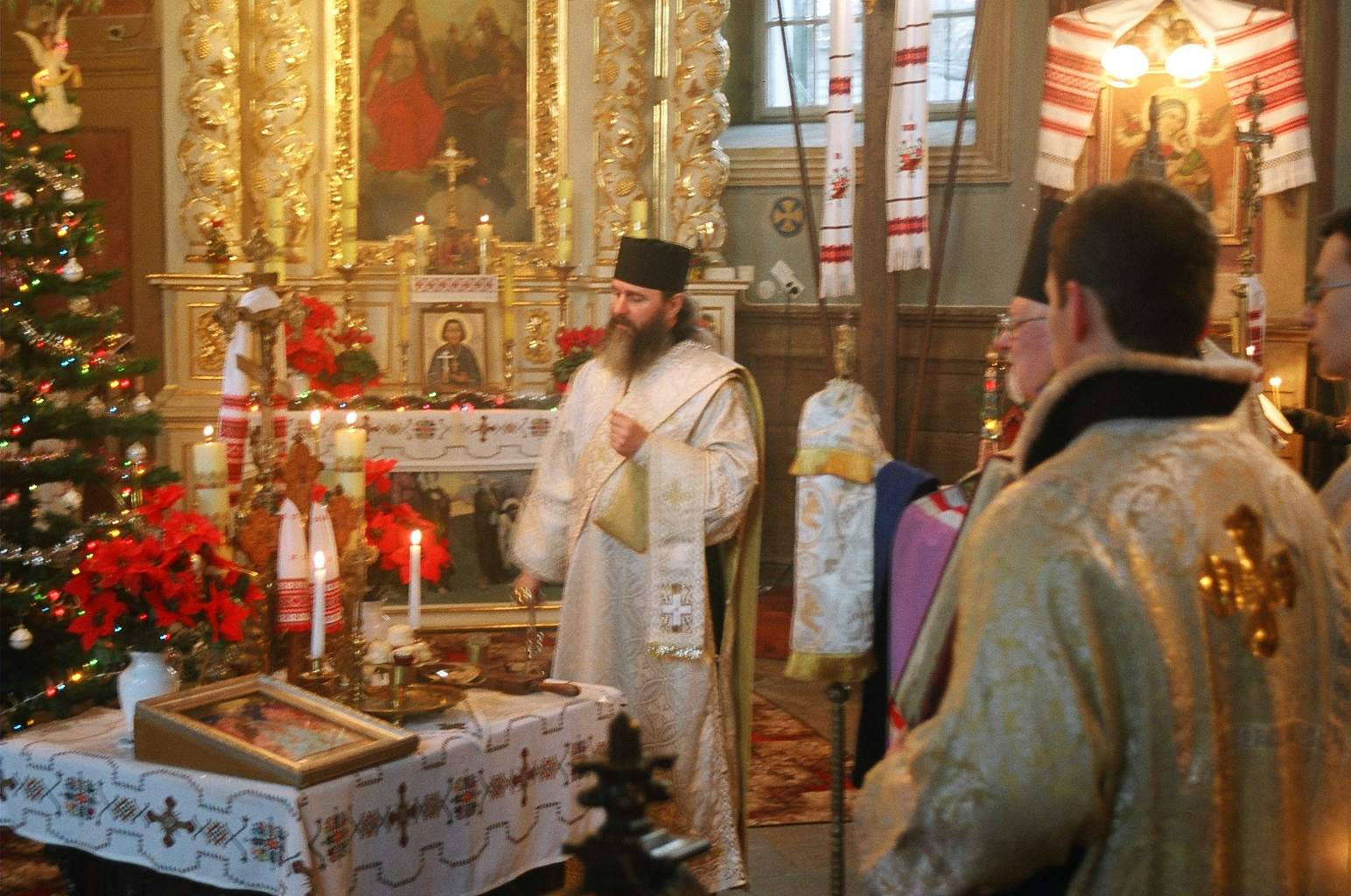
Segnung der Brotlaibe bei der Vorabend-Vigil des Weihnachtsfestes in Sanok, Polen

Die Artoklasia (griech.: ἀρτοκλασία, „Brotbrechen“; kirchenslawisch: Лития) ist ein Ritus, der in den orthodoxen Ostkirchen sowie teilweise auch Griechisch-Katholischen Kirchen gegen Ende von Vespern oder Vigilfeiern vollzogen wird. Vor großen Kirchenfesten ist sie Teil der Nachtwache.

## Liturgischer Ablauf

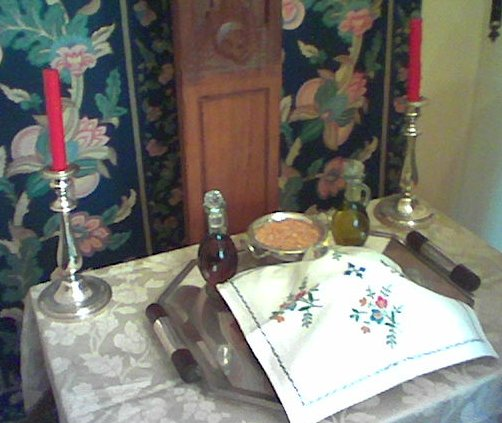
Artoklasia-Tisch; hinten Schale mit Weizenkörnern, links und rechts davon Gefäße mit Rotwein und Olivenöl – unter dem bestickten Tuch davor die fünf Brotlaibe

Bei der Artoklasia werden fünf runde Laibe gesäuerten Brots gesegnet – zusammen mit Wein und Öl (in manchen Kirchen, nicht aber in ostslawischer Tradition zusätzlich eine Schale Weizenkörner).
Die Gegenstände werden auf einem speziellen Artoklasia-Tablett angerichtet, das mit Kerzen geschmückt ist. Während das „Troparion zum Fest“ gesungen wird, beweihräuchert der Diakon die Artoklasia-Platte. Der Priester hält einen der Laibe in der Rechten, spricht dabei das Segensgebet, das sich auf die Speisung der Fünftausend bezieht (s. u.), und bezeichnet die zu segnenden Elemente, wenn er sie erwähnt, einzeln mit dem Kreuzzeichen. Dann bricht er den Laib in Hälften – wovon der Ritus seinen Namen hat.
Später im Vollzug des Gottesdienstes werden Brotlaibe und Wein an die Gläubigen verteilt als Beitrag, mit der körperlichen Nahrung für den Rest der Vigil gewappnet zu sein. Das gesegnete Öl wird verwendet zum Salben der Gläubigen, um sie mit geistlicher Nahrung zu versorgen, der Weizen wird entweder in die Erde gepflanzt oder zu Mehl vermahlen, um Prosphoren (Abendmahlsbrote) herzustellen. Die Gläubigen können auch etwas von den gesegneten Elementen für Freunde oder Familienangehörige mit nach Hause nehmen, wenn diese am Gottesdienst nicht teilnehmen konnten.
Gelegentlich kann der Ritus aus ökonomischen Gründen auch von der Vesper auf den Orthros (Matutin) oder sogar die Göttliche Liturgie verlegt werden.
Am Karsamstag wird eine besondere Artoklasia am Ende der Nachtwache gefeiert. Bei dieser Artoklasia werden nur Brot, Wein und Feigen gesegnet, da den Fastenregeln der Orthodoxen Kirche entsprechend der Gebrauch von Öl an diesem Tag nicht zulässig ist.

## Herkunft
Textlich lässt sich die Artoklasia in Jerusalemer Quellen seit dem 12. Jahrhundert als Teil der Vesper, des Nachtgottesdienstes oder der großen Komplet wiederfinden. Zunächst scheinen nur Brot und Wein gesegnet worden zu sein, später auch Öl und Weizenkörner. Der Brauch, fünf Brotlaibe in Anlehnung an die „Speisung der Fünftausend“ zu verwenden, entwickelt sich seit dem 14. Jahrhundert.

## Bedeutung
Die fünf Laibe erinnern an die fünf Brote, mit denen (neben zwei Fischen) Jesus Christus nach biblischer Erzählung in der Wüste fünftausend Zuhörer gesättigt haben soll (Mt 14,15–21 ; Mk 6,35–44 ; Lk 9,12–17 ; Joh 6,5–14 ).
Der Ritus der Artoklasia greift ebenso das Agapemahl der Alten Kirche auf und lässt dieses nachvollziehen; allerdings folgt die Feier der Eucharistie anders als bei den urchristlichen Mahlfeiern in der Regel erst im Laufe der Göttlichen Liturgie am Morgen des Sonn- oder Festtags.
Der griechische Begriff Artoklasia greift direkt auf den Sprachgebrauch der Evangelisten im Zusammenhang mit dem letzten Abendmahl zurück, bei dem Christus „das Brot brach“ und es den Jüngern als seinen eigenen Leib reichte. Auch wenn die Artoklasia keine Abendmahlsfeier ist (siehe Eucharistie im Byzantinischen Ritus), wird eine sinnfällige Nähe zwischen dem Brotbrechen des Herrn und dem seiner Kirche hergestellt.
Folglich ist die Aussagekraft der Artoklasia auch auf den Umstand zurückzuführen, dass unter orthodoxen Christen die Wertschätzung des Brotes nicht bloß als Nahrungsmittel, sondern eben auch als höchstes Symbol des Leibes Christi sinnfällig ist – es ist das Brot, das in der Göttlichen Liturgie durch Konsekration zum Leib Christi gewandelt wird. Christus wurde wiederholt als „Brot des Lebens“ bezeichnet (Joh 6,35 ), ebenso wie als „Brot, das vom Himmel kam“ (Joh 6,32 ). Brot symbolisiert die Kirche Christi, die sich überall verbreitete wie der Weizen auf den Bergen und durch Christus in einem Leib zusammengefasst (gebündelt, gesammelt) wurde. Also wurde dem Brot eine mystische Bedeutung beigelegt, der zufolge es das Wesen des geistlichen Lebens eines Christen darstellt.
Dem gesegneten Brot aus der Artoklasia wird in der Volksfrömmigkeit persönliche Heiligung und Hilfe gegen körperliche Gebrechen und Krankheiten zugesprochen, wenn es im Glauben eingenommen wird. Die Stiftung der Brotlaibe für den Ritus erfolgt oft durch einzelne Gläubige als besondere Darbringung im Zusammenhang mit persönlichen Namenstagen, familiären Festtagen und anderen besonderen Gelegenheiten.

## Ökumenische Bedeutung
Da es sich theologisch nicht um eine Eucharistie, sondern lediglich um eine Segnungsfeier handelt (mit Anklängen an die Agapefeiern der urchristlichen Gemeinden), können auch Christen aus anderen Konfessionen an dieser orthodoxen Feier teilnehmen, sofern sie die Segnung von Gegenständen akzeptieren (siehe auch Sakramentale in der römisch-katholischen Kirche).
Beim Zweiten Ökumenischen Kirchentag in München wurde unter dem Titel „1000 Tische“ eine Artoklasia als Ersatz für das noch nicht mögliche gemeinsame christliche Abendmahl von den orthodoxen Kirchen organisiert und durchgeführt. Dazu waren 1000 Biertische und -bänke auf der Ludwigsstraße und dem Odeonsplatz aufgestellt, es kamen mehr als 10000 Menschen. Anstelle von Wein wurde Wasser gereicht, zusätzlich Bio-Äpfel.